# Moemedi Moatlhaping
Moemedi Moatlhaping (Moshupa, 14 de junho de 1985) é um futebolista botsuanense que atua como meia.

## Carreira
Moemedi Moatlhaping representou o elenco da Seleção Botsuanense de Futebol no Campeonato Africano das Nações de 2012.